# ريتو خيمينيز
ريتو خيمينيز (1951 - 20 مارس 2021) سياسي فنزويلي.
خاض الانتخابات البرلمانية الفنزويلية لعام 2020 نيابة عن الحزب الاشتراكي الموحد لفنزويلا، وانتُخب في الجمعية الوطنية كمشرع يمثل لارا. توفي وهو في منصبه في 20 مارس 2021 عن عمر يناهز 70 عامًا من جراء كوفيد 19.